# Jonathan Melvoin
Jonathan David Melvoin (Los Angeles, 6 dicembre 1961 – New York, 12 luglio 1996) è stato un musicista statunitense, attivo negli anni ottanta e novanta.

## Biografia

### Figlio d'arte
Figlio del pianista jazz Mike Melvoin (1937-2012), inizia ad avvicinarsi al mondo della musica come batterista, tuttavia amici e parenti ricordano la sua caratteristica di musicista poliedrico. All'età di tre anni diviene fratello maggiore di due gemelle, Susannah e Wendy. Queste ultime in età adulta entrano della band Prince and the Revolution, rimanendovi fino al 1986, rispettivamente in qualità di corista e chitarrista.

### Gli esordi e le collaborazioni
Il giovane Melvoin negli anni ottanta e novanta prende parte a varie punk band. Tra queste si ricorda il gruppo The Dickies, nel cui disco Idjit Savant del 1995 figura come batterista. Numerosi sono anche i contributi musicali all'interno del progetto Wendy & Lisa, duo composto dalla sorella Wendy e da Lisa Coleman, quest'ultima tastierista dei The Revolution. Collabora anche all'album Around the World in a Day di Prince, in particolare nella title track di apertura e nelle tracce America e Pop life.

### Il tour con gli Smashing Pumpkins
Negli anni novanta diviene tastierista turnista della band alternative rock statunitense Smashing Pumpkins. Nonostante il ruolo di mero turnista, egli compare anche nel video del singolo Zero della band di Chicago, realizzato nel 1996 e diretto da Yelena Yemchuk, all'epoca fidanzata del frontman Billy Corgan.

### La tragica morte
Jonathan Melvoin muore a New York il 12 luglio 1996, ad appena 35 anni, proprio durante lo svolgersi del tour mondiale relativo al disco Mellon Collie and the Infinite Sadness. La causa della morte è overdose di eroina. Al momento del decesso, avvenuto in una stanza dell'albergo in cui alloggia la band, è presente lo storico batterista cofondatore degli Smashing Pumpkins Jimmy Chamberlin, il quale rischia anch'egli la vita a causa dell'assunzione della stessa droga che stronca Melvoin. Chamberlin, seppur in stato fisico critico, accortosi della gravità della situazione, chiama il numero di emergenza 911 chiedendo aiuto.
Si presume che l'operatore consigli telefonicamente di porre sotto il getto della doccia la testa del musicista incosciente come tentativo di rianimarlo durante l'attesa dell'arrivo dei soccorsi. Nonostante ciò, una volta giunto sul luogo della tragedia, il personale paramedico non può che constatare la morte del giovane Melvoin. I membri degli Smashing Pumpkins non vengono ammessi al funerale del giovane musicista, il quale lascia una giovane moglie e un bambino.

### Le conseguenze sugli Smashing Pumpkins
Sembra che quella del 12 luglio 1996 non sia la prima ed unica volta in cui Melvoin e Chamberlin abbiano avuto problemi di droga così gravi durante il tour. Per questo motivo, e soprattutto dopo la tragica morte di Melvoin, il batterista è estromesso dagli Smashing Pumpkins. Tornerà nella band solo tre anni più tardi, dopo un lungo periodo di disintossicazione. In realtà, proprio a causa dei noti problemi di droga, Melvoin era già stato formalmente licenziato dagli Smashing Pumpkins, ma avrebbe abbandonato definitivamente la band alla fine del tour.

### Dediche dopo la scomparsa
Alcune canzoni sono dedicate alla sua memoria, tra cui il singolo Angel di Sarah MacLachlan, Jonathan del duo Wendy & Lisa e The Love We Make di Prince, pubblicata all'interno dell'album Emancipation.

## Discografia essenziale
- 1985 - Around the World in a Day con Prince and The Revolution
- 1987 - Wendy & Lisa con Wendy & Lisa
- 1995 - Idjit Savant con The Dickies